# Blind Man
«Blind Man» es una canción de la banda de rock estadounidense Aerosmith, escrita por Steven Tyler, Joe Perry y Taylor Rhodes. Fue publicada como sencillo en diciembre de 1994 e incluida en el álbum recopilatorio Big Ones, siendo una de las tres canciones inéditas que se incluyeron en el álbum.
Pese a su éxito moderado, la banda raramente tocó en vivo la canción luego de la gira Get a Grip Tour.

## Lista de canciones
| N.º | Título                        | Duración |  |
| 1.  | «Blind Man» (Versión del LP)  | 3:57     |  |
| 2.  | «Shut Up And Dance» (En vivo) | 4:44     |  |
| 3.  | «Get a Grip» (Versión del LP) | 3:58     |  |